# Championnat de France féminin de handball de Nationale 2
Le Championnat de France féminin de handball de Nationale 2 est le 4e niveau du handball en France.

## Formule de la compétition
Le championnat est composé de 8 poules de 12 clubs soit 96 clubs repartis selon leur classement la saison précédent et leur situation géographique.
Chaque équipe joue 22 matchs, en recevant et en se déplaçant chez chacun de ses adversaires, entre début Septembre et fin Mai

### Accession
À la fin de la saison régulière, le premier de chaque poule accèdent à la Nationale 1 (sous réserve de répondre aux conditions d’accessions, dans le cas contraire c'est le deuxième qui est promu,).
Depuis la saison 2023-2024, les 4 meilleurs 2e sur l'ensemble des 8 poules sont promus à l'étage supérieur. 

### Relégation
À la fin de la saison régulière , les clubs classés dixièmes, onzièmes et douzièmes de chacune des huit poules descendent à l'échelon inférieur. 
Jusqu'à la saison 2022-2023, les 4 moins bons neuvièmes sur l'ensemble des 8 poules étaient relégués en Nationale 3 pour la saison suivante. Ce n'est désormais plus le cas.

### Finalité
Le meilleur premier participe aux finalités Métro/Ultramarin où il affrontera le vice-champion ultramarin. Le vainqueur de ce match sera déclaré champion de Nationale 2.
Le meilleur premier est déterminé selon son nombre de points moyen par match, puis (en cas d'égalité) son goal average moyen par match, puis son attaque moyenne par match. 

## Palmarès
| Saison    | Vainqueur                            | Finaliste                         |
| --------- | ------------------------------------ | --------------------------------- |
| ...       |                                      |                                   |
| 1997-1998 | Bergerac Handball                    |                                   |
| 1998-1999 | CA St-Étienne                        | ?                                 |
| 1999-2000 | Cergy-Pontoise Handball 95           | ?                                 |
| 2000-2001 | FSE Achenheim                        | ?                                 |
| 2001-2002 | US Ivry                              | Le Pouzin HB 07                   |
| 2002-2003 | Courcelles Chaussy HBC et FC Port () | ?                                 |
| 2003-2004 | HBC Nîmes                            | ?                                 |
| 2004-2005 | L'Intrépide de Sainte-Anne ()        | EAL Abbeville                     |
| 2005-2006 | L'Intrépide de Sainte-Anne ()        | ?                                 |
| 2006-2007 | ESM Gonfreville l'Orcher             | ?                                 |
| 2007-2008 | Réveil Sportif ()                    | ?                                 |
| 2008-2009 | ASPTT Nice HB                        | ?                                 |
| 2009-2010 | AS Morne des Esses ()                | ?                                 |
| 2010-2011 | Stella Sports Saint-Maur HB          | ?                                 |
| 2011-2012 | HB Pôle Sud 38                       | L'Intrépide de Sainte-Anne ()     |
| 2012-2013 | Case Cressonnière ()                 | Epinal Handball                   |
| 2013-2014 | Toulon Saint-Cyr Var Handball        | Réveil Sportif ()                 |
| 2014-2015 | ASC le Geldar HB (Guyane)            | Antibes Handball                  |
| 2015-2016 | USM Montargis Handball               | Réveil Sportif ()                 |
| 2016-2017 | Tamponnaise HBF ()                   | Epinal HB                         |
| 2017-2018 | Chambray Touraine rés.               | Étoile Morne-à-l'Eau (Guadeloupe) |
| 2018-2019 | HBC Serris Val d'Europe              | L'Intrépide de Sainte-Anne ()     |
| 2019-2020 | compétition annulée.                 | compétition annulée.              |
| 2020-2021 | compétition annulée                  | compétition annulée               |
| 2021-2022 | Handball Saint-Étienne Métropole 42  | L'intrépide de Saint-Anne ()      |
| 2022-2023 | Arsenal du Robert ()                 | HBC Celles-sur-Belle rés.         |
| 2023-2024 | Paris 92 rés.                        | Tamponnaise HBF ()                |
| 2024-2025 | ASPTT Strasbourg                     | Entente MEG ()                    |
| 2025-2026 | -                                    | -                                 |